# Manuela Janer Cabanyes
Manuela Janer Cabanyes (Tremp, Pallars Jussà, 1696 - Valls, Alt Camp, 1760) fou una propietària i comerciant catalana.

## Biografia
Es va casar als vint anys amb Francesc Baldrich, vidu de Tecla Gasol i candeler de cera de Valls. La parella es van instal·lar a la capital de l'Alt Camp, on Manuela trobà una casa molt ben equipada de mobles, roba blanca i objectes decoratius. A la botiga hi havia els estris propis d'un candeler de cera i els necessaris per fer vi. També va poder comprovar que la família Baldrich havia invertit part del seu capital en diverses companyies mercantils. Tingué quatre fills i dues filles. Manuela Janer coneixia l'activitat comercial gràcies a la botiga de teixits de llana del seu pare i als seus germans Pau i Josep, que regentaven una botiga de teles a Reus el primer i un establiment primer a Santa Coloma i després a Barcelona el segon. Anys més tard, el contacte amb el món del comerç s'intensificà amb la incorporació dels dos gendres: Josep Ixart, botiguer de teles, i Anton Monguió, adroguer.
En morir l'any 1748, Francesc Baldrich deixà a la seva dona com a usufructuària de tots els seus béns i nomenà hereu universal el seu fill gran Anton, encara impúber. Establí 1.000 lliures per a cadascun dels altres tres fills i limità la quantitat amb què aquesta xifra es podria incrementar en documents posteriors a 700 lliures. Calia dotar amb tot allò que necessitessin per al seu càrrec els nois que optessin per la carrera eclesiàstica. A les filles se les havia de dotar amb 2.800 lliures cadascuna.
Així que Manuela quedà vídua, mostrà les seves capacitats com a administradora. Es feu càrrec dels negocis del seu marit, liquidant en primer lloc la procuradoria que Francesc Baldrich posseïa a Valls. Aquest mateix any, per tal de mostrar públicament la posició social de la família, comprà una casa al carrer de la Cort. També comprà terrenys a la Riba i a Alcover per construir-hi molins paperers, i adquirí terres prop de Valls. Posà al dia els censos emfitèutics, com també les pensions d'alguns censals. Com a persona pietosa, dedicà recursos a la beneficència i a embellir amb un retaule dedicat a Sant Anton de Pàdua la capella dedicada a Sant Erasme, al monestir de Sant Francesc. També aconseguí l'autorització per fer unes tribunes, sobre aquesta capella, per a ús de la família.
L'any 1756 el valor dels seus béns, compartits amb el seu fill Anton, que llavors tenia 25 anys, sumava la quantitat de 41.836 lliures repartides entre capitals invertits en companyies comercials, en la botiga de cera a Valls, en negocis en diverses barques, inversions en molins paperers a la Riba, pensions de censals i en joies, roba i mobles, bestiar i estris. A aquesta suma cal afegir-hi el valor dels béns immobles.
Feu testament el 24 octubre de 1760. Deixà les acostumades i nombroses donacions pietoses i instituí, no fent cas del testament del seu marit, que cada fill cabaler rebés 2.000 lliures, a més de robes diverses a la seva jove Maria Martí Gatell. En el moment de fer aquesta previsió per als tres fills petits feu constar que el capital havia de sortir dels seus propis béns i no dels de la família Baldrich. L'hereu estava obligat a deixar 1.000 lliures més, per si algun dels germans les necessitava en cas que fossin capellans. A les filles, que ja tenien el dot rebut, i als gendres els deixà roba de dol i a les noies, a més, els seus millors vestits. No firmà el testament perquè no sabia escriure.